# トロードス山脈

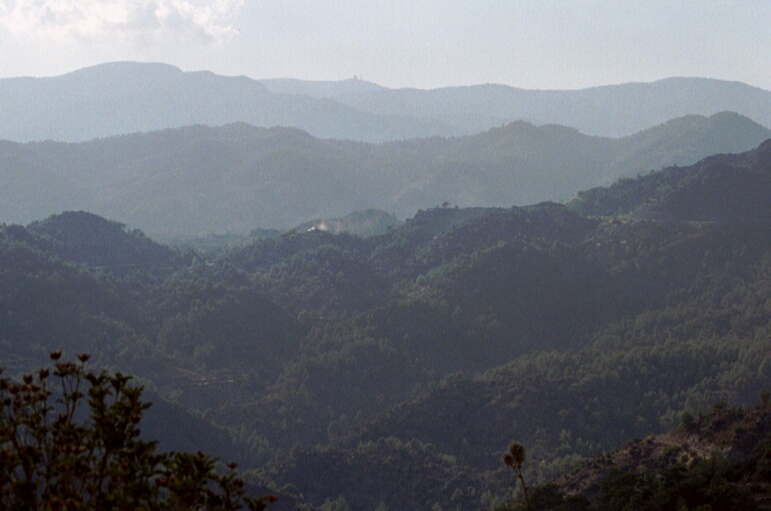
トロードス山脈

トロードス山脈（トロードスさんみゃく、希: Τρόοδος、土: Trodos Dağları）は、キプロス島中心部から西部の大部分に広がっているキプロス最大の山脈で、最高峰は標高1952 m のオリンポス山（Mount Olympus）である。
春のハイキング、冬のスキーなど、季節ごとに賑わう行楽地であり、山頂や山間にはビザンティン帝国時代の修道院や聖堂が残っている。この地域は古くから銅山としても知られ、ビザンティン帝国時代には、脅かされやすい海岸部を避けて山中に建造された聖堂や修道院の美術によって、ビザンティン美術の一大中心地となった。そのうち12の聖堂群が「トロードス地方の壁画聖堂群」の名で世界遺産になっている。世界遺産登録対象外にもキッコス修道院（Kykkos monastery）のようによく知られている修道院がある。
また、階段状になった山腹には、絵のように美しい山村が散在している。
マルクス・アントニウスやクレオパトラの時代から、トロードス山脈ではブドウ栽培がさかんで、良質のワインの産地にもなってきた。現在ではアーモンドの栽培なども行われている。
2015年にユネスコ世界ジオパークに指定される。